# Mos gallicus
Il mos gallicus fu un sistema di insegnamento del corpus iuris civilis usato in particolare nelle scuole francesi nel corso del XVI secolo. Contrariamente al mos italicus, il mos gallicus si basava su un innovativo approccio di classificazione e categorizzazione del corpus giustinianeo mediante un rigoroso ricorso all'analisi storica e filogica dei testi tipica dell'umanesimo utilizzati dai giuristi della cosiddetta scuola culta'.